# Jeanne Wälchli-Roggli
Jeanne Wälchli-Roggli (* 24. Juni 1904 in Olten; † 8. September 1978 in Suhr, heimatberechtigt in Brittnau) war eine Schweizer Malerin und Bildhauerin. Ihr Werk umfasst Plastiken, Blumenstillleben und Porträts.

## Leben und Werk
Jeanne Wälchli-Roggli wuchs in Olten auf und besuchte von 1919 bis 1921 die Handelsschule in Olten. Anschliessend arbeitete sie bis 1927 als Korrespondentin in Deutsch, Französisch und Englisch für die Firmen NAGO, Euböolith und Sunlight in Olten. 1928 heiratete sie Gottfried Wälchli. Zusammen hatten sie die 1935 geborene Tochter und spätere Künstlerin und Musikerin Iseut Bersier sowie einen Sohn. 
Während des Zweiten Weltkriegs schuf Wälchli-Roggli einige Plastiken und erste Blumenbilder. Auf Anraten von Jakob Probst und Paul Bodmer besuchte sie an der Allgemeinen Gewerbeschule Basel Kurse in Modellieren sowie in Akt-, Bildnis- und Gegenstandszeichnen. In der Folge konzentrierte sie sich auf das Modellieren und Zeichnen. Die handwerklichen Grundlagen erlernte sie beim Steinbildhauer Peier in Olten. 1946 trat sie der Solothurner Sektion der GSMBA bei und stellte ihre Werke 1948 und 1950 in Gruppenausstellungen im Kunstmuseum Solothurn aus.
Zwischen 1949 und 1951 unternahm Wälchli-Roggli zahlreiche Studienreisen nach Florenz, Rom, Venedig, Siena und Assisi. Zudem besuchte sie mehrere Male die Museen in Paris und von 1950 bis 1963 alljährlich die Museen in München. Zwischen 1958 und 1961 besuchte sie an der Allgemeinen Gewerbeschule Basel für zwei Semester die Akt- und Malkurse bei Franz Fedier.
Von 1949 bis 1961 schuf Wälchli-Roggli Werke im Atelier in Trimbach, danach in ihrem Haus in Olten.